# Halaria
Halaria fou un antic estat tributari protegit de l'Índia, a l'agència de Kathiawar al sud de la península, presidència de Bombai, situat a la vora del riu Shatranji a uns 25 km al sud-est de l'estació ferroviària de Kunkawar. La ciutat principal era el poblet d'Halaria però l'estat estava format per un total de quatre pobles amb tres tributaris separats.
La població era de 895 habitants el 1872 i de 1066 el 1881. Els ingressos s'estimaven en 1500 lliures; el tribut pagat a Baroda era de 10 lliures i el pagat a Junagarh de 7,5 lliures.